# Kävlinge
Kävlinge er en by med 10.453(2023) indbyggere og hovedby i Kävlinge kommune. Byen ligger i Skåne län, Sverige.
Kävlinge har længe været et vigtigt jernbaneknudepunkt. Den første jernbane mellem Arlöv, Teckomatorp og Billesholm blev åbnet i 1886. Samme år indviedes strækningen mod Lund (Sverige), som en del af Lund-Trelleborg jernbanen. I 1893 byggedes linjen mod Landskrona (Landskrona-Kävlinge jernbane - LaKJ). I 1906 blev der først bygget spor til Sjöbo og året efter til Barsebäckshamn. I 1950'erne begyndte jernbanerne til Sjöbo og Barsebäck at være urentable, og blev til sidst lukket. Der er i dag pendlertog med Pågatåg og Öresundståg mod Lund, Landskrona og Teckomatorp.
I april 1996 afsporede et godstog med ammoniak i Kävlinge. Omkring 9000 mennesker blev evakueret ved den største evakuering i Sverige i moderne tid.
Byen er vokset sammen med Furulund og det samlede byområde har omkring 13.000 indbyggere. Vest for Kävlinge by munder Kävlingeån ud i Øresund. Kävlinge kommune har tre 18-hullers golfbaner. Den mest berømte af banerne er Barsebäck Golf & Country Club, hvor blandt andet Scandinavian Masters er blevet spillet.